# Ameira reducta
Ameira reducta är en kräftdjursart som beskrevs av Petkovski 1954. Ameira reducta ingår i släktet Ameira och familjen Ameiridae. Inga underarter finns listade i Catalogue of Life.